# Sheela Patel
Sheela Patel (India, 1952) es una activista y académica involucrada con personas que viven en barrios de chabolismo, Asentamientos irregulares y Asentamientos informales.

## Trayectoria
En 1974, Patel recibió su Maestría en Trabajo Social del Instituto Tata de Ciencias Sociales en Mumbai. Luego estuvo involucrada con un centro comunitario llamado Nagpada Neighborhood House.

### SPARC
Con Prema Gopalan, Patel es la directora fundadora de la Sociedad para la Promoción de Centros de Recursos de Área (SPARC), que estableció en Mumbai en 1984 como un grupo de defensa para los habitantes del asfalto de Mumbai. SPARC continúa hasta el día de hoy desempeñando un papel importante en la política de desarrollo de barrios marginales en la India y en todo el Tercer Mundo. En 2000, SPARC recibió el Premio de las Naciones Unidas para el Asentamiento Humano.

### Grupos
Patel trabaja en estrecha colaboración con la Federación Nacional de Habitantes de Asentamientos informales (NSDF) y Mahila Milan, dos grupos comunitarios que trabajan con los pobres en las ciudades indias. Trabajó en el Grupo Nacional de Asesoramiento Técnico (NTAG) para la Misión Nacional de Renovación Urbana Jawaharlal Nehru (JNNURM). 
Ella fundó la Coalición Asiática por los Derechos de Vivienda, la Red Asiática de Mujeres y Refugios y Swayam Shikshan Prayog (SSP), una organización que trabaja con colectivos de mujeres en más de 600 aldeas en Maharashtra.
Patel también es fundadora y actual presidenta de Slum Dwellers International, una red de organizaciones comunitarias en 33 países que abarcan África, Asia, América Latina y el Caribe, que fue nominada en 2014 al Premio Nobel de la Paz.

## Premios
2011: Premio Padma Shri, el cuarto honor civil más alto en la India.
2009: Premio David David Rockefeller Bridging Leadership.
2000: Premio Pergamino de Honor de ONU-Hábitat. 

## Obra seleccionada
- Patel, Sheela; Arputham, Jockin; Bartlett, Sheridan. 2015 "Avanzamos caminando." Cómo las mujeres de Mahila Milán en India aprendieron a planificar, diseñar, financiar y construir viviendas". Medio ambiente y urbanización, 28 (1) Acceso gratuito.[1]
- Patel, Sheela. 2013 ¿Mejorar, renovar o reubicar? Una evaluación de los servicios básicos del gobierno de la India para el programa de pobres urbanos (BSUP) '. Medio ambiente y urbanización, 25 (1): 177-188.[2]
- Patel, Sheela. 2012 'Apoyando la recolección de datos por los pobres' Alliance Magazine
- Patel, Sheela; Bautista, Carrie Bautista; D'Cruz, Celine. 2012 "El conocimiento es poder: las comunidades informales afirman su derecho a la ciudad a través de SDI y enumeraciones dirigidas por la comunidad". Medio ambiente y urbanización, 24 (1).
- Patel, Sheela. 2011 '¿Son las mujeres víctimas o son guerreras?' en Women's Health and the World Cities, capítulo 6, (eds) Afaf Ibrahim, Meleis, Eugénie L. Birch, Susan M. Wachter, Filadelfia: University of Pennsylvania Press.[2]
- Patel, Sheela. 2011 'Reestructurando la visión de las megaciudades en el sur. Desafíos emergentes para el diálogo norte-sur en el desarrollo ', en (ed) Robertson-von Trotha, Caroline Y. (ed. ): Europa: Perspectivas del exterior Kulturwissenschaft interdisziplinär / Estudios interdisciplinarios sobre cultura y sociedad, Vol. 5 Baden-Baden.[4]
- Patel, Sheela y Mitlin, Diana. 2010 'Cuestiones de género y federaciones de habitantes de barrios marginales' (informe). Instituto Internacional de Medio Ambiente y Desarrollo.
- Patel, Sheela; Sheuya, Shaaban; Howden-Chapman, Philippa. 2007 'El diseño de programas de vivienda y refugio: los determinantes sociales y ambientales de las desigualdades' en Journal of Urban Health, 84 (1) 98-108.[2]
- Patel, Sheela; Burra, Sundar; D'Cruz, Celine. 2001 'Slum / Shack Dwellers International (SDI) - Fundamentos para las copas de los árboles' en Medio Ambiente y Urbanización 13 (2) 45-59.[2]